# ジミー・ウェールズ
ジミー・ドナル・ウェールズ（英語: Jimmy Donal Wales、1966年8月7日 - ）は、ウィキメディア財団の名誉理事長で、同財団が運営する百科事典プロジェクト「ウィキペディア」の共同創始者、プロジェクトリーダー。Bomisの筆頭株主、ウィキウィキサイトのホスティングサービス「Fandom」の共同創設者。ジンボ・ウェールズ（英語: Jimbo Wales）の名でも知られる。

## 来歴・人物

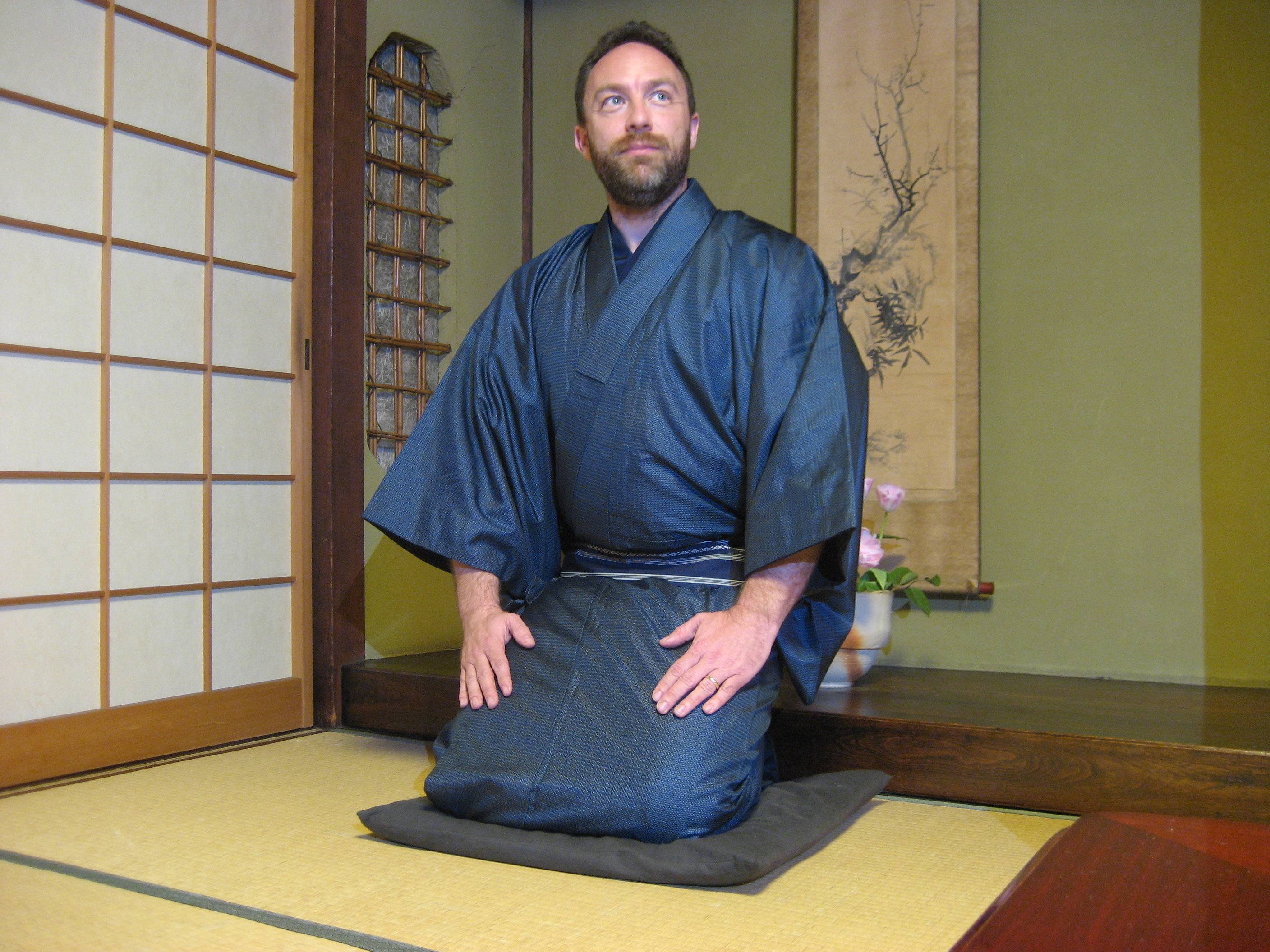
和服姿。2007年、京都にて

アメリカ合衆国のアラバマ州ハンツビルに生まれる。アラバマ州オーバーン大学卒業後、シカゴにある先物オプション企業にディーラーとして勤務。退職後、ティム・シェルとBomisを創業、その後、インターネットのウェブ上で展開する百科事典プロジェクト「ヌーペディア」を始める。
しかし、ヌーペディアが厳しい査読制度をとっていて発展速度が遅かったこともあり、ヌーペディアの査読者であったラリー・サンガーの勧めに従い、ウィキを使って自由な執筆を可能にした新たな百科事典プロジェクト「ウィキペディア」を創設した。
ウェールズがカリフォルニア州からフロリダ州に転居するとともに、ウィキペディアのサーバーもフロリダ州セントピーターズバーグに移転。ウィキペディアの発展に伴い、2003年に非営利法人「ウィキメディア財団」をフロリダ州タンパに設立した。
2004年には、ウィキア社をアンジェラ・ビーズリーと設立、ウィキを使った商用コミュニティサイトの経営にも乗り出す。同年、ウィキメディア財団の運営により重心を置くことに決め、同年6月、Bomis CEO の座をティム・シェルに譲る。財団の理事が定足5名に達すると、理事会議長を兼任。その後2006年10月に退任し、名誉理事長となる。財団は同年12月に定款を改定し、会員制度の廃止とともに、終身会員や終身理事の規定を撤廃、ウェールズも他の理事と同様の任期付きの理事となった（ただし再選についての制限はない）。
2004年夏に、講演などのため、初めてヨーロッパを訪問。以後、世界各地で講演活動や第三世界での教育に関わるシンポジウム出席などを行っている。また現在はハーバード大学バークマンセンター客員研究員、クリエイティヴ・コモンズ理事など、フリーカルチャーに関係する他の機関にも名を連ねている。
1997年にフロリダで結婚したが、その後別居している。現在はフロリダ州に在住。
2007年3月に来日し、公開インタビューや、ウィキアのプロモーションを行った。2015年ダン・デイヴィッド賞受賞。2010年エドゥアルト・ライン財団文化賞受賞。
2017年には、フェイクニュースへの対抗として、有償のプロのジャーナリストとボランティアのコミュニティーで作るニュースサイト「ウィキトリビューン」を設立した。

### レイチェル・マースデンとの交際
カナダのジャーナリスト、レイチェル・マースデン（Rachel Marsden）と短期間の交際が報じられている。これは、ウィキペディア上に記載されたマースデンの伝記事項について、マースデン本人がウェールズにコンタクトを取ったことが発端であった。マースデンはそれまでに何度もウィキペディアに対して自身の伝記事項を削除するように求めており、2006年にはウェールズに記載が誤りに基づく中傷であると連絡した。ウェールズは彼女の伝記事項の記述を調べ、その記載の水準が十分ではないと見なし、彼女に対してこれを改変する手助けをしたと伝えられている。
2008年2月29日、ゴシップ・ブログ『Valleywag』は二人が交際中であると報じ、彼らのチャットとされるものを公開した。その翌日、ウェールズは自分のウィキペディア・ユーザーページにおいて、もう彼女とは関係がない、との発言をした。一方、マースデンの側はウェールズのその記述を読んで関係の終焉を知らされたとして、ウェールズが彼女のアパートに残していったとされるTシャツとセーターをeBay上でオークションに出している。二人の関係が英語版ウィキペディアの方針の一つである〈利害の対立〉（en:Wikipedia:Conflict_of_interest）に抵触するのではないかという非難に対し、ウェールズは自分のユーザーページにおいて（後に個人ブログへ移動）、関係は確かにあったが既に終わったことであり、ウィキペディア上の記載には何も影響を与えなかったと述べた。

## ウィキペディア創設時の役割

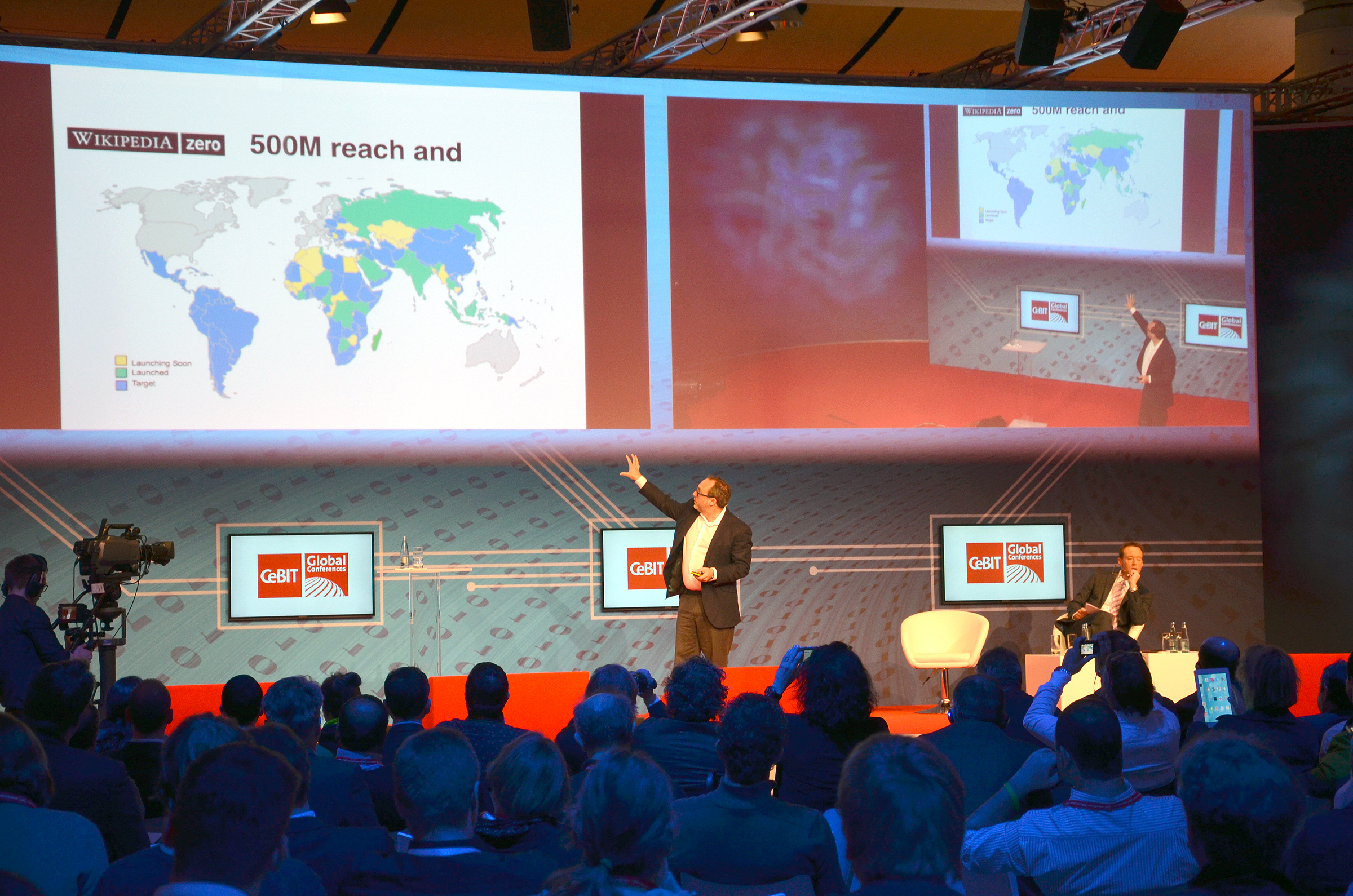
Jimmy Wales 2014 on CeBIT Global Conferences, Wikipedia Zero

ウェールズはラリー・サンガーがウィキペディアの共同設立者であることについて反論を公言し、ウェールズただ一人がウィキペディアの設立者であるとの発言をたびたび行っている。これはサンガーが雇われた従業員であったということを根拠にしたものである。2006年、ウェールズはボストン・グローブに対し、サンガーを共同設立者と呼ぶのは「ばかげている」と語った。 しかしながら、すでに2001年9月の段階で、ニューヨーク・タイムズはサンガーを共同設立者と認識しているうえ、2002年のウィキペディアの最初のプレス・リリースでも、サンガーはウェールズとともに設立者とされていた。また、プロジェクトの初期段階での開発や方針付けに加え、フリーな百科事典を構築するためにWikiシステムを用いるアイデアはサンガーのものであった。その一方でサンガーは、全般的なアイデアはウェールズのものであり、「オープン・ソースで、誰でも参加できる共同参加の百科事典、というアイデアは私ではなくジミーのものだ。そして出資は100パーセントBomis社による。（中略）私はジミーからの仕事としてこの百科事典の実際的な開発をおこなった」と述べている。
サンガーはウェールズの発言への応答として、自分のウェブサイトに自分が共同設立者であることを示す様々なページの一覧を示した。これはウィキペディア初期ヴァージョンのページ、ウィキペディアのプレス・リリース、初期のメディアでの紹介などで、そのすべてがウェールズとサンガーを共同設立者として紹介するものだった。AP通信のブライアン・バーグスタイン (Brian Bergstein)との対話の中で、ウェールズは「この件を書くときには、自分も共同設立者であるというサンガーの馬鹿げた主張を無批判に繰り返すのはやめてほしい」、さらに「私は事実を曲げようとしているわけではない。正しいのはこちらだ。だから私は全然気にしていない」と語っている。ウェールズのウィキペディアコミュニティにおける役割は無期限の「慈悲深い独裁者」(benevolent dictator)であると紹介されている。

## 英語版ウィキペディアの自身に関する項目の編集
2005年、ウェールズは英語版ウィキペディアの自分の伝記項目の編集を行った。これに関して作家・出版社経営者のロジャース・キャデンヘッド (Rogers Cadenhead)は、ウェールズの編集はウィキペディア共同設立者としてラリー・サンガーの名が言及されていたのを除去したものであったことを示すログを示し、注目されることとなった。サンガーは「このような編集をみると、ジミーが歴史を書き換えようとしているように思える。しかしこんなやり方はむなしい。我々は、活動の透明性と最大限のコミュニケーションによって真実の隠しようがなくなる世界に到達しようとしているのだから」と語っている。また、ウェールズはBomisへの言及に関しても改変を行ったことが判明した。これは同社の製品が性的なものであるということを婉曲な表現に書き換えるものであった。2006年7月31日の『ニューヨーカー』誌はこの出来事を詳しく扱っている。この中で「（ウェールズは）去年の一年間で18回、自分のエントリーを書き換えまくっていたのを見つけられた」とし、「（彼は）自分のウェブ・ポータルでのポルノのやりとりが指摘されることを気にしている」と書いている。
ウェールズは、いずれの場合も、改変は内容の正確性を改善するためであったと述べ、ウィキペディアでは一般的に慎むべき行為とされる“自分に関する記載の編集”を行ったことについて謝罪した。『WIRED』のインタビューでは、「私も含めて、これはやるべきではない。やらなければよかった」と述べている。
またウェールズは英語版ウィキペディアの自分の項目およびウィキメディア財団のウェブサイトにおいて、自分の誕生日を1966年8月7日とする編集を行い、2006年には「私の誕生日は1966年8月8日ではない」との発言も行った。『ブリタニカ百科事典』および、同時代の人物の伝記事項を扱う米国の月刊誌Current Biography、さらに米国の著名人紳士録『Marquis Who's Who』には8月7日と記載されている。2007年6月に『ブリタニカ百科事典』のウェブサイトに掲載された研究者の報告によれば、ウェールズは同百科事典に対して「1966年8月7日」の記載は誤りであるが、この記載が削除されない限り資料とともに正確な日付を伝える気はない、と通告してきた。この要求は『ブリタニカ百科事典』の方針にそぐわないものであったため、ブリタニカはウェールズの誕生日を8月7日とした。その後2011年にウェールズが自らのパスポートのスキャン画像を示して誕生日は8月8日だと主張したため、同百科事典はウェールズの誕生日を注釈付きで8月8日に修正した。2007年7月27日には、『The Oregonian』紙のリポーター、マイク・ロゴウェイ (Mike Rogoway)に誕生日について問われ、これに対しウェールズは「誰も知らない」とはぐらかした、とされている。ロゴウェイは自身のブログにおいて、フロリダ州の公式記録によれば、ウェールズの運転免許証には生年月日が1966年8月8日と記載されている、と指摘した。2007年8月、ウェールズはこのことについて自身のWikipedia会話ページで詳説し、この中で「いかなる出来事についても、『The Oregonian』での発言が正解である」と述べている。
2018年、アメリカ公共ラジオ局NPRのポッドキャストプログラム『How I Built This』のインタビューではウェールズ本人からの言及はなかったが、ウェールズは1966年8月7日から8日にかけての「真夜中のちょっと前」に生まれたものの出生証明書に記載されたのは8日で、7日生まれを証明する公的書類はなく、証拠は母親の証言だけだとインタビュアーのガイ・ラズによって説明された。

## ウィキペディアに対する考え方
2007年3月18日に来日している際の公開インタビューで、米国のミドルベリー大学の日本史の講義における定期試験に臨んだ多くの学生が、解答に英語版ウィキペディアの島原の乱の項目(en:Shimabara Rebellion)に掲載されていた”事実と異なる内容”を引用したため誤答が多数出て大きな問題となり、同大学の日本史の教授が”今後大学の試験でウィキペディアを利用することを禁止する”と決めたことについて、学生はウィキペディアを原典として利用すべきでなく、あくまで出発点とすべきと述べている。ジャーナリズムは新たに情報を生み出す機能があるが、ウィキペディアにはない。ウィキペディアは、既に存在している情報をまとめて、分かりやすく提示することが目的と述べた。
ウィキペディア内にサブカルチャーの話題が多いことについて質問されると、英語版でも多くの記事があり、問題視しないとした。ビデオゲームのキャラクターに関する記述が、国家元首に関する記述より長いことについては、奇妙に感じると述べた。ウィキペディアの参加者（ウィキペディアン）については、典型的なものは概ね世界中で共通した傾向があり、20代後半から30代で大卒、職業は専門的な職業に就く人という認識である。学生や退職した人、教授もいる。典型的でない場合には10代の人もおり、他の10代の興味よりも成熟していると評価した。ウィキペディアのコミュニティはとてもフレンドリーであり、それに対して、ブログは強い主張、うまい文章が必要だが、協調は二次的なスキルだとする。
2008年11月3日、ソウル特別市で大韓民国政府によるインターネット実名認証制は、自由民主主義にそぐわないと批判した。

## その他
運営費を賄うためにウィキペディア上部に自身の顔を映して寄付を募るバナーを掲載することがあるが、ジョークの種にもなっており、Google Chrome用の全てのページにバナーを映し出すアドオンや、ジミー・ウェールズの画像を猫の画像と入れ替えるアドオンなどが登場している。
2021年12月、ウィキペディアを初めて編集するために使用されたパソコン端末（iMac）と非代替性トークン（NFT）化された初編集画面がオークションに出品され、合計約100万ドル（約1億1000万円）で落札された。オークションにより得られた収益の一部はウェールズが運営しているソーシャルメディアの資金に充当されるとしている。